# Juan Gómez González
Juan Gómez González, meglio noto come Juanito (Fuengirola, 10 novembre 1954 – Calzada de Oropesa, 2 aprile 1992), è stato un allenatore di calcio e calciatore spagnolo, di ruolo attaccante.

## Carriera
Nel corso della sua carriera, che è durata dal 1972 al 1989, ha militato nelle file di Atlético Madrid, Burgos, Real Madrid e Málaga, mentre da allenatore ha allenato il Mérida nel 1992. Durante la sua carriera, Juanito è stato coinvolto in diversi incidenti violenti: nel 1978, ha ricevuto una sospensione di due anni dalle competizioni europee dopo aver aggredito l'arbitro Adolf Prokop in una partita contro il Grasshoppers. In uno spareggio di Coppa UEFA contro un'altra squadra svizzera, il Neuchâtel Xamax, ha sputato all'ex compagno di squadra Uli Stielike.
Nel 1987 venne nuovamente squalificato, questa volta per quattro anni (per un errore di comunicazione da parte dell'UEFA, la cui sanzione era stata inizialmente pensata per cinque) dopo aver deliberatamente calpestato il volto di Lothar Matthäus del Bayern Monaco; per scusarsi, ha poi regalato al tedesco un mantello da torero e un tirapugni.
Juanito morì il 2 aprile 1992 in un incidente stradale mentre tornava a Mérida dallo stadio Santiago Bernabéu di Madrid, dove aveva assistito all'incontro di calcio Real Madrid-Torino, match valido per la Coppa UEFA.

## Statistiche

### Presenze e reti nei club
| Stagione           | Squadra            | Campionato         | Campionato | Campionato | Coppe nazionali | Coppe nazionali | Coppe nazionali | Coppe continentali | Coppe continentali | Coppe continentali | Altre coppe | Altre coppe | Altre coppe | Totale | Totale |
| Stagione           | Squadra            | Comp               | Pres       | Reti       | Comp            | Pres            | Reti            | Comp               | Pres               | Reti               | Comp        | Pres        | Reti        | Pres   | Reti   |
| ------------------ | ------------------ | ------------------ | ---------- | ---------- | --------------- | --------------- | --------------- | ------------------ | ------------------ | ------------------ | ----------- | ----------- | ----------- | ------ | ------ |
| 1971-1972          | Atlético Madrid B  | TD                 | ?          | ?          | CG              | 3               | 0               | -                  | -                  | -                  | -           | -           | -           | 3+     | 0+     |
| 1972-1973          | Atlético Madrid    | PD                 | 0          | 0          | CG              | 0               | 0               | CdC                | 0                  | 0                  | -           | -           | -           | 0      | 0      |
| 1973-1974          | Burgos             | SD                 | 26         | 3          | CG              | 1               | 0               | -                  | -                  | -                  | -           | -           | -           | 27     | 3      |
| 1974-1975          | Burgos             | SD                 | 18         | 7          | CR              | 3               | 1               | -                  | -                  | -                  | -           | -           | -           | 21     | 8      |
| 1975-1976          | Burgos             | SD                 | 28         | 5          | CR              | 4               | 1               | -                  | -                  | -                  | -           | -           | -           | 32     | 6      |
| 1976-1977          | Burgos             | PD                 | 32         | 9          | CR              | 4               | 0               | -                  | -                  | -                  | -           | -           | -           | 36     | 9      |
| Totale Burgos      | Totale Burgos      | Totale Burgos      | 104        | 24         |                 | 12              | 2               |                    | -                  | -                  |             | -           | -           | 116    | 26     |
| 1977-1978          | Real Madrid        | PD                 | 32         | 10         | CR              | 4               | 3               | -                  | -                  | -                  | -           | -           | -           | 36     | 13     |
| 1978-1979          | Real Madrid        | PD                 | 29         | 6          | CR              | 7               | 0               | CC                 | 4                  | 4                  | -           | -           | -           | 40     | 10     |
| 1979-1980          | Real Madrid        | PD                 | 31         | 10         | CR              | 6               | 4               | CC                 | 4                  | 1                  | -           | -           | -           | 41     | 15     |
| 1980-1981          | Real Madrid        | PD                 | 33         | 19         | CR              | 4               | 2               | CC                 | 9                  | 3                  | -           | -           | -           | 46     | 24     |
| 1981-1982          | Real Madrid        | PD                 | 30         | 9          | CR              | 7               | 2               | CU                 | 6                  | 1                  | -           | -           | -           | 43     | 12     |
| 1982-1983          | Real Madrid        | PD                 | 28         | 9          | CR+CdL          | 7+4             | 1+3             | CdC                | 9                  | 4                  | SS          | 1           | 0           | 49     | 17     |
| 1983-1984          | Real Madrid        | PD                 | 31         | 17         | CR              | 7               | 3               | CU                 | 2                  | 1                  | -           | -           | -           | 40     | 21     |
| 1984-1985          | Real Madrid        | PD                 | 17         | 0          | CR+CdL          | 1+5             | 0+1             | CU                 | 7                  | 3                  |             | -           | -           | 30     | 4      |
| 1985-1986          | Real Madrid        | PD                 | 28         | 4          | CR+CdL          | 4+2             | 0               | CU                 | 9                  | 0                  | -           | -           | -           | 43     | 4      |
| 1986-1987          | Real Madrid        | PD                 | 25         | 1          | CR              | 3               | 0               | CC                 | 5                  | 0                  | -           | -           | -           | 33     | 1      |
| Totale Real Madrid | Totale Real Madrid | Totale Real Madrid | 284        | 85         |                 | 61              | 19              |                    | 55                 | 17                 |             | 1           | 0           | 401    | 121    |
| 1987-1988          | CD Málaga          | SD                 | 37         | 10         | CR              | 4               | 1               | -                  | -                  | -                  | -           | -           | -           | 41     | 11     |
| 1988-1989          | CD Málaga          | PD                 | 34         | 5          | CR              | 2               | 0               | -                  | -                  | -                  | -           | -           | -           | 36     | 5      |
| Totale Málaga      | Totale Málaga      | Totale Málaga      | 71         | 15         |                 | 6               | 1               |                    | -                  | -                  |             | -           | -           | 77     | 16     |
| Totale carriera    | Totale carriera    | Totale carriera    | 459        | 124        |                 | 82              | 22              |                    | 55                 | 17                 |             | 1           | 0           | 597    | 163    |

### Cronologia presenze e reti in nazionale
| Cronologia completa delle presenze e delle reti in nazionale ― Spagna | Cronologia completa delle presenze e delle reti in nazionale ― Spagna | Cronologia completa delle presenze e delle reti in nazionale ― Spagna | Cronologia completa delle presenze e delle reti in nazionale ― Spagna | Cronologia completa delle presenze e delle reti in nazionale ― Spagna | Cronologia completa delle presenze e delle reti in nazionale ― Spagna | Cronologia completa delle presenze e delle reti in nazionale ― Spagna | Cronologia completa delle presenze e delle reti in nazionale ― Spagna |
| Data                                                                  | Città                                                                 | In casa                                                               | Risultato                                                             | Ospiti                                                                | Competizione                                                          | Reti                                                                  | Note                                                                  |
| --------------------------------------------------------------------- | --------------------------------------------------------------------- | --------------------------------------------------------------------- | --------------------------------------------------------------------- | --------------------------------------------------------------------- | --------------------------------------------------------------------- | --------------------------------------------------------------------- | --------------------------------------------------------------------- |
| 10-10-1976                                                            | Siviglia                                                              | Spagna                                                                | 1 – 0                                                                 | Jugoslavia                                                            | Qual. Mondiali 1978                                                   | -                                                                     | 28’                                                                   |
| 27-3-1977                                                             | Alicante                                                              | Spagna                                                                | 1 – 1                                                                 | Ungheria                                                              | Amichevole                                                            | 1                                                                     |                                                                       |
| 16-4-1977                                                             | Bucarest                                                              | Romania                                                               | 1 – 0                                                                 | Spagna                                                                | Qual. Mondiali 1978                                                   | -                                                                     |                                                                       |
| 26-10-1977                                                            | Madrid                                                                | Spagna                                                                | 2 – 0                                                                 | Romania                                                               | Qual. Mondiali 1978                                                   | -                                                                     | 4’                                                                    |
| 30-11-1977                                                            | Belgrado                                                              | Jugoslavia                                                            | 0 – 1                                                                 | Spagna                                                                | Qual. Mondiali 1978                                                   | -                                                                     | 42’ 76’                                                               |
| 26-4-1978                                                             | Granada                                                               | Spagna                                                                | 2 – 0                                                                 | Messico                                                               | Amichevole                                                            | -                                                                     | 46’                                                                   |
| 7-6-1978                                                              | Mar del Plata                                                         | Spagna                                                                | 0 – 0                                                                 | Brasile                                                               | Mondiali 1978 - 1º turno                                              | -                                                                     |                                                                       |
| 11-6-1978                                                             | Buenos Aires                                                          | Spagna                                                                | 1 – 0                                                                 | Svezia                                                                | Mondiali 1978 - 1º turno                                              | -                                                                     |                                                                       |
| 4-10-1978                                                             | Zagabria                                                              | Jugoslavia                                                            | 1 – 2                                                                 | Spagna                                                                | Qual. Euro 1980                                                       | 1                                                                     | 85’                                                                   |
| 8-11-1978                                                             | Parigi                                                                | Francia                                                               | 1 – 0                                                                 | Spagna                                                                | Amichevole                                                            | -                                                                     |                                                                       |
| 23-1-1980                                                             | Vigo                                                                  | Spagna                                                                | 1 – 0                                                                 | Paesi Bassi                                                           | Amichevole                                                            | -                                                                     |                                                                       |
| 13-2-1980                                                             | Málaga                                                                | Spagna                                                                | 0 – 1                                                                 | Germania Est                                                          | Amichevole                                                            | -                                                                     |                                                                       |
| 26-3-1980                                                             | Barcellona                                                            | Spagna                                                                | 0 – 2                                                                 | Inghilterra                                                           | Amichevole                                                            | -                                                                     | 46’                                                                   |
| 16-4-1980                                                             | Gijón                                                                 | Spagna                                                                | 2 – 2                                                                 | Cecoslovacchia                                                        | Amichevole                                                            | -                                                                     |                                                                       |
| 12-6-1980                                                             | Milano                                                                | Italia                                                                | 0 – 0                                                                 | Spagna                                                                | Euro 1980 - 1º turno                                                  | -                                                                     | 53’                                                                   |
| 15-6-1980                                                             | Milano                                                                | Belgio                                                                | 2 – 1                                                                 | Spagna                                                                | Euro 1980 - 1º turno                                                  | -                                                                     | 37’                                                                   |
| 18-6-1980                                                             | Napoli                                                                | Spagna                                                                | 1 – 2                                                                 | Inghilterra                                                           | Euro 1980 - 1º turno                                                  | -                                                                     | 46’                                                                   |
| 24-9-1980                                                             | Budapest                                                              | Ungheria                                                              | 2 – 2                                                                 | Spagna                                                                | Amichevole                                                            | 1                                                                     |                                                                       |
| 15-10-1980                                                            | Lipsia                                                                | Germania Est                                                          | 0 – 0                                                                 | Spagna                                                                | Amichevole                                                            | -                                                                     |                                                                       |
| 12-11-1980                                                            | Barcellona                                                            | Spagna                                                                | 1 – 2                                                                 | Polonia                                                               | Amichevole                                                            | -                                                                     | 78’                                                                   |
| 18-2-1981                                                             | Madrid                                                                | Spagna                                                                | 1 – 0                                                                 | Francia                                                               | Amichevole                                                            | 1                                                                     | 50’                                                                   |
| 25-3-1981                                                             | Londra                                                                | Inghilterra                                                           | 1 – 2                                                                 | Spagna                                                                | Amichevole                                                            | -                                                                     | 84’                                                                   |
| 15-4-1981                                                             | Valencia                                                              | Spagna                                                                | 0 – 3                                                                 | Ungheria                                                              | Amichevole                                                            | -                                                                     | 72’                                                                   |
| 20-6-1981                                                             | Porto                                                                 | Portogallo                                                            | 2 – 0                                                                 | Spagna                                                                | Amichevole                                                            | -                                                                     | 46’                                                                   |
| 23-6-1981                                                             | Città del Messico                                                     | Messico                                                               | 1 – 3                                                                 | Spagna                                                                | Amichevole                                                            | 2                                                                     | 71’                                                                   |
| 28-6-1981                                                             | Caracas                                                               | Venezuela                                                             | 1 – 3                                                                 | Spagna                                                                | Amichevole                                                            | 1                                                                     | 70’                                                                   |
| 2-7-1981                                                              | Bogotà                                                                | Colombia                                                              | 1 – 3                                                                 | Spagna                                                                | Amichevole                                                            | -                                                                     |                                                                       |
| 5-7-1981                                                              | Ñuñoa                                                                 | Cile                                                                  | 1 – 1                                                                 | Spagna                                                                | Amichevole                                                            | -                                                                     |                                                                       |
| 8-7-1981                                                              | Salvador                                                              | Brasile                                                               | 1 – 3                                                                 | Spagna                                                                | Amichevole                                                            | -                                                                     |                                                                       |
| 23-9-1981                                                             | Vienna                                                                | Austria                                                               | 0 – 0                                                                 | Spagna                                                                | Amichevole                                                            | -                                                                     | 46’                                                                   |
| 16-6-1982                                                             | Valencia                                                              | Spagna                                                                | 1 – 1                                                                 | Honduras                                                              | Mondiali 1982 - 1º turno                                              | -                                                                     | 46’                                                                   |
| 20-6-1982                                                             | Valencia                                                              | Spagna                                                                | 2 – 1                                                                 | Jugoslavia                                                            | Mondiali 1982 - 1º turno                                              | 1                                                                     |                                                                       |
| 25-6-1982                                                             | Valencia                                                              | Spagna                                                                | 0 – 1                                                                 | Irlanda del Nord                                                      | Mondiali 1982 - 1º turno                                              | -                                                                     | 19’                                                                   |
| 2-7-1982                                                              | Madrid                                                                | Spagna                                                                | 1 – 2                                                                 | Germania Ovest                                                        | Mondiali 1982 - 2º turno                                              | -                                                                     | 46’                                                                   |
| Totale                                                                |                                                                       | Presenze                                                              | 34                                                                    |                                                                       | Reti                                                                  | 8                                                                     |                                                                       |

## Palmarès

### Club

#### Competizioni nazionali
- Campionato spagnolo: 5

Real Madrid: 1977-78, 1978-79, 1979-1980, 1985-86, 1986-87
- Coppa di Spagna: 2

Real Madrid: 1979-1980, 1981-1982
- Coppa della Liga: 1

Real Madrid: 1985

#### Competizioni internazionali
- Coppa UEFA: 2

Real Madrid: 1984-85, 1985-86

### Individuale
- Premio Don Balón: 1

1976-1977